# 雲仙ゴルフ場
雲仙ゴルフ場（うんぜんゴルフじょう）は、長崎県雲仙市小浜町雲仙に広がるゴルフ場である。

## 概要
雲仙ゴルフ場は、1912年（大正元年）、雲仙の地権者47人が長崎県に、「自分達の土地を利用してほしい」と申し出て、長崎県は観光開発の一環として、長崎在住の外国人や香港、上海から来日する外国人をも当て込んで、娯楽施設としてのゴルフ場を計画、両者の間で貸与契約を結んだことに始まる。しかし、残念ながら、18ホールが造れる用地ではなかった、9ホールなら十分な土地だった。契約内容では、2011年（平成23年）までの99年間の長期間で、無償で土地が利用できる内容だった。
雲仙ゴルフ場は、1913年（大正2年）8月14日、規模は9ホールで、グリーンを変えて2回まわるゴルフ場で開場した。神戸ゴルフ倶楽部（兵庫県神戸、1903年(明治36年)開場、A・H・グルーム設計）、横屋ゴルフ・アソシエーション（兵庫県、1904年（明治37年）開場、1913年閉鎖、W・J・ロビンソン設計）、ニッポン・レース・クラブ・ゴルフィング・アソシエーション（NRCGA、通称・横浜根岸コース、神奈川県横浜、1906年（明治39年）開場、G・G・ブレディ、コルチェスター設計、現・東京ゴルフ倶楽部、埼玉県狭山市）に次ぎ日本で第4番目の開場で、現在も残るコースでは神戸ゴルフ倶楽部に次ぎ2番目に歴史がある。日本人が発起人となり開発した最初のゴルフ場で、日本最古の県営で、日本最古のパブリックコースである。
1973年（昭和48年）、地権者などが株主となり「雲仙ゴルフ場株式会社」を設立、長崎県からゴルフ場のレストランの運営を受託して運営を行う。長崎県は、用地を無償で利用させてもらったお礼に、乗用カート導入のためのカート路整備や県所有のクラブハウスなどの無償貸与を決めた。また、ゴルフ場は、パブリックコースではあるが、ゴルフ愛好者達が組織して作った「雲仙ゴルフ倶楽部」が存在している。
その後、ゴルフ場経営は厳しくなり、1999年（平成11年）度から赤字を計上する経営状態となり、長崎県は行政改革の一環として、経営を民間に移管することが出来ないかと考えていた。一方の地元のゴルフ関係者は、早くから地域の活性化にゴルフ場を活用出来ないかと考えていた、両者の考えが一致して管理・運営を移管することになった。

## 所在地
〒854-0621 長崎県雲仙市小浜町雲仙548番地

## コース情報
- 開場日 - 1913年8月14日
- 設計者 - B・オーレス
- 面積 - 380,000m2（約11.4万坪）
- コースタイプ - 丘陵コース
- コース - 18ホールズ、パー72、6,132ヤード、コースレート69.4
- グリーン - 1グリーン、ベント（ペンクロス）
- フェアウエイ - ノシバ
- ラフ - ノシバ
- プレースタイル - 乗用カート(5人乗り)、リモコン式、全組セルフプレー
- 練習場 - 無し
- 休場日 - 1月、2月末の2日間、12月31日[4][5]

## クラブ情報
- ハウス面積 - 2,080m2（629.2坪）
- ハウス設計 - 小西忠徳設計事務所
- ハウス施工 - 宅島建設株式会社

## ギャラリー
- コース - 「雲仙ゴルフ場」、コース案内
- ハウス - 「雲仙ゴルフ場」、施設案内

## 交通アクセス
- 鉄道 - JR九州（長崎本線・大村線）島原鉄道 - 諫早駅よりタクシー利用
- 道路 - 長崎自動車道 - 諌早ICより 45km[6]

## エピソード
- 雲仙ゴルフ場には、1915年（大正4年）に、英・米・露・仏など19カ国から33,352人の来場者の記録がある。また、雲仙は、温泉（うんぜん）とも言っていたらしい、上海・大連・ウラジオストックなどからも訪れた[3]。
- 明治30年代、雲仙の池の原馬の放牧地で、棒を振って遊ぶ外国人がいたそうで、それを見た長崎県が目お付けて、ゴルフに興味を抱いたそうである。そして、県立雲仙公園の名物になると考えたのである[3]。
- 長崎県の観光開発の一環として、長崎在住の外国人や香港、上海から来日する外国人をも当て込んで、娯楽施設としてのゴルフ場を計画、倉場富三郎が手腕を発揮した。グラバー邸で知られるトーマス・グラバーの息子である[3]。
- ゴルフ場が開場されたころは、知識人でさえ「ゴルフとはゴリラのことか」といわれた時代で、来場者が極めて少なかった。1919年（大正8年）には、年間来場者が僅か16人という記録が残っている[3]。
- 戦時中は、6番・7番ホールが複葉練習機（赤とんぼ）の飛行練習に使用されていた。戦後は、1951年（昭和26年）まで米軍が接収、接収解除を記念して開催された雲仙国際ゴルフ大会は現在でも大会が開催されている[3]。
- 雲仙ゴルフ場の名物は、カラスと噴火である、11月・12月になると、餌が少なくなってカラスがゴルフボールを銜えて飛び去るのである、やむなく、特別にカラスローカルルールが設けられている[3]。

## 関連文献
- 『長崎県文化百選』、「雲仙ゴルフ場」、長崎県編、長崎 長崎新聞社、1997年4月、2020年10月22日閲覧
- 『ゴルフ場ガイド 西版』2006-2007、「雲仙ゴルフ場（長崎県）」、東京 ゴルフダイジェスト社、2006年5月、2020年10月22日閲覧
- 『美しい日本のゴルフコース BEAUTIFUL GOLF CULTURE IN JAPAN 日本のゴルフ110年記念 ゴルフは日本の新しい伝統文化である』、ゴルフダイジェスト社「美しい日本のゴルフコース」編纂委員会編、「雲仙ゴルフ場」、東京 ゴルフダイジェスト社、2013年12月、2020年10月22日閲覧
- 『世界に誇るニッポンのゴルフツーリズム 伊勢CC・津CC・神戸GC・鳴尾GC・雲仙ゴルフ場』、東京 枻出版社、2017年3月、2020年10月22日閲覧